# گرگوری سیرا
گرگوری سیرا (انگلیسی: Gregory Sierra؛ ۲۵ ژانویهٔ ۱۹۴۱-۴ ژانویهٔ ۲۰۲۱) بازیگر اهل ایالات متحده آمریکا بود.
از فیلم‌ها یا برنامه‌های تلویزیونی که وی در آن نقش داشته است، می‌توان به در زیر سیاره میمون‌ها، پاپیون، درک روشن، عزیزم، بچه را بزرگ کردم، ای‌ئی‌اس هادسن استریت، دزدی که برای شام آمد، مافیا!، کت و شلوار بستنی شگفت‌انگیز، زندانی زندا و زبر و زرنگ‌ها! قسمت دوم اشاره کرد.